# Juliene Simpson
Juliene Brazinski, coniugata Simpson (Elizabeth, 20 gennaio 1953), è un'ex cestista, allenatrice di pallacanestro e dirigente sportiva statunitense.

## Carriera
Con gli Stati Uniti ha disputato i Campionati mondiali del 1975 e i Giochi olimpici di Montréal 1976.